# Фудзівара но Тадабумі
Фудзівара но Тадабумі (873 — 16 липня 947) — середньовічний японський державний та військовий діяч періоду Хейан.

## Життєпис
Походив з роду Церемонійних Фудзівара (Сікке), однієї з гілок клану Фудзівара. Син Фудзівара но Едайосі, санґі. Народився у 873 році. 890 року стає одним з імператорських охоронців. Молоді роки провів в одній з імператорських гвардій.
902 року при заступником очільника Управління перебудови палацу (Сурісікі). 904 року надано нижчу ступінь молодшого п'ятого рангу. 907 року призначається головою (камі) Лівого управління імператорських стаєнь. 914 року призначено заступником губернатора провінції Кії. 917 року отримав вищу ступінь молодшого п'ятого рангу. Того ж року призначено заступником командувача Лівої зовнішньої палацової гвардії (са-емонфу). 919 року стає заступником командуючого Правою зовнішньою палацевою гвардією (укон'ефу).
920 року стає тимчасовим кокусі провінції Харіма. 923 року отримав старший п'ятий ранг. 926 року призначено камі (губернатором) провінції Сеццу, а 931 року провінції Тамба. 932 року стає власником молодшого четвертого рангу. 937 року очолю Управління реставрації палацу. 938 року Фудзівара но Тадабумі надано старший четвертий ранг.
940 року стає тимчасовим асоційованим державним радником. Того ж року у зв'язку з заколотом Тайра но Масакадо, який оголосив себе імператором, вперше з 816 року було призначено  сейто тайсьоґуном («великим сьоґуном — завойовником Сходу»), яким став Фудзівара но Тадабумі. Він почав набирати війська в областях, розташованих на територіях Токайдо і Тосандо, обіцяючи великі нагороди тим, хто відзначитися в майбутній війні. Також наказав долучитися загонам Тайра но Садаморі та Фудзівари но Хідесато. Останні завдали поразки Масакадо ще до того, як Тадабумі з основними силами встиг досягти земелзаколотника. Фудзівара но Тадабумі вимушений був повернутися до Кіото. Така ситуація призвело до конфлікту між Фудзівара но Моросуке і Фудзівара но Санейорі.
941 року призначається кокусі провінції Бідзен (до 942 року). Того ж року стає сейсе-тайсьоґуном, якому було доручено приборкати піратські дії Фудзівара но Сумітомо на островах Кюсю і Сікоку. Остаточно знищив загони Сумітомо. 942 року отримує посаду міністра народних справ. Невдовзі також очолює Ліву зовнішню палацову гвардію (у-емонфу).
946 року знову призначається кокусі провінції Бідзен, а 947 року очолює провінцію Кії. Помер у 947 році.